# Jacques Villeret

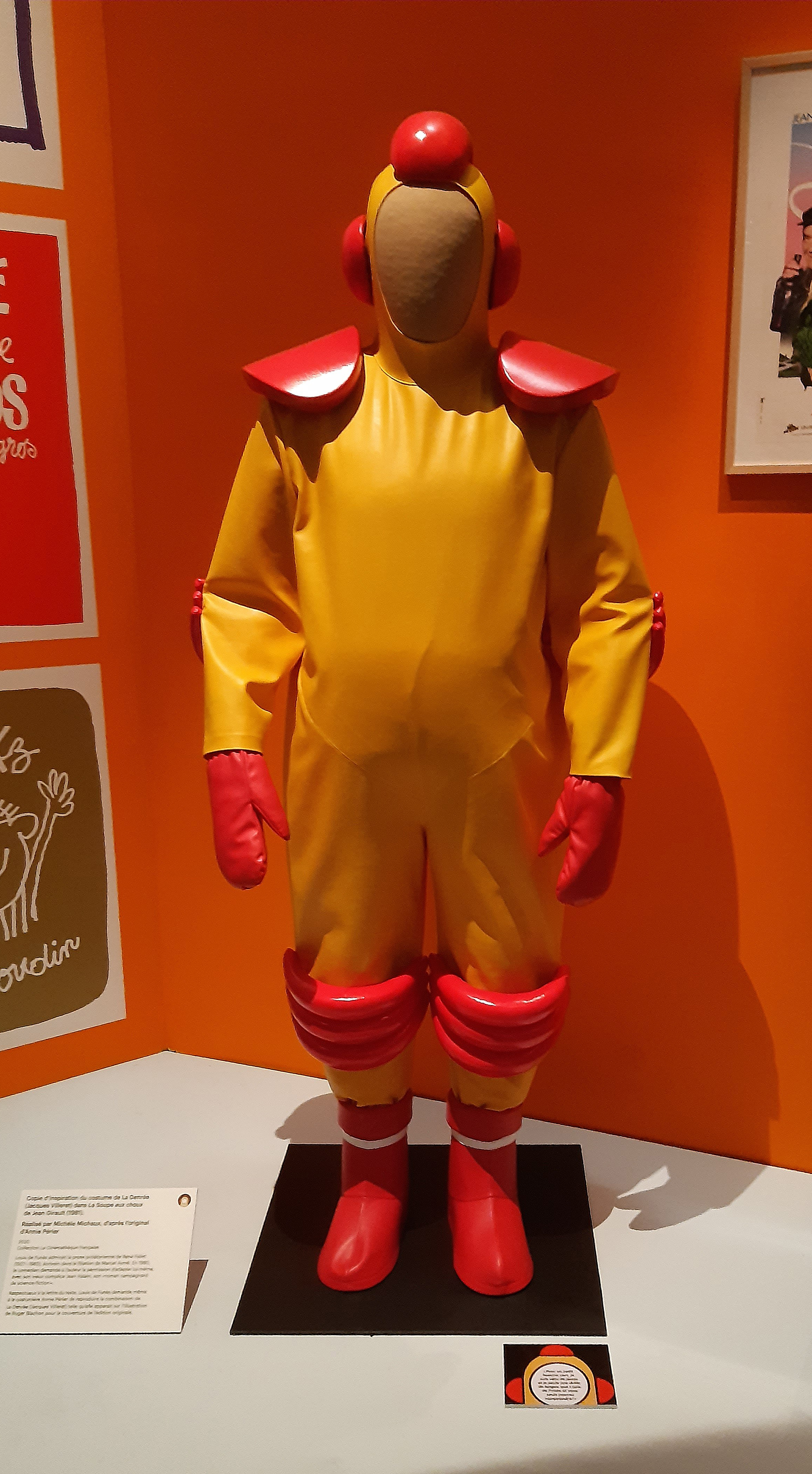
Kostium do filmu Kapuśniaczek

Jacques Villeret, właśc. Jacky Boufroura (ur. 6 lutego 1951 w Tours, zm. 28 stycznia 2005 w Évreux) – francuski aktor i producent filmowy.

## Życiorys
Syn Annette Bonin i kabylskiego Algierczyka, Ahmeda Boufroury, miał dziewięć miesięcy, gdy jego rodzice rozwiedli się. Matka ponownie wyszła za mąż za Raymonda Villereta. Większą część swojego dzieciństwa spędził w Loches, w Regionie Centralnym, w departamencie Indre i Loara.
Jego najbardziej znane role to pozaziemski mieszkaniec w komedii sci-fi Jeana Giraulta Kapuśniaczek (La Soupe aux choux, 1981) z Louisem de Funès, marszałek Ludwig von Apfelstrudel, przybrany brat Hitlera w komedii Dziadek organizuje partyzantkę (Papy fait de la résistance, 1983) u boku Christiana Claviera i Thierry’ego Lhermitte oraz autystyczny Maurice Leheurt/Mo w filmie Gérarda Krawczyka Lato lekko nachylone (L'Été en pente douce, 1987).
Rola bohatera w komedii Claude Leloucha Robert i Robert (Robert et Robert, 1978) oraz postać François Pignona w komedii Kolacja dla palantów (Le Dîner de cons, 1998) została uhonorowana nagrodą Cezara.
Występował także na scenie w sztukach: Frytki, frytki (Des frites, des frites, 1971), Zajmij się swoją Amelią (Occupe-toi d’Amélie, 1972), klasycznej komedii Moliera Szelmostwa Skapena (Les fourberies de Scapin, 1973), Gomina (1974), One-man show (1975-1983), C’est encore mieux l’après-midi (1987), Un fil à la patte (1989), Kontrabas (La Contrebasse, 1990), Kolacja dla palantów (Le Dîner de cons, 1993-1994) i Jeffrey Bernard est souffrant (2000).
Po dwuletniej znajomości z Iriną Tarasow, ożenił się z nią w dniu 26 grudnia 1979 roku. Wychowywał jej syna Aleksandra jak swoje własne dziecko. Jednak w 1998 roku Jacques Villeret i Irina rozstali się. Spotkał się z Seny, afrykańską wdową, która przygotowywała się do opuszczenia Lille, by żyć z nim w Paryżu, kiedy doznał krwawienia wewnętrznego 28 stycznia 2005 w szpitalu w Évreux.
Zmarł w wyniku krwotoku wewnętrznego wątroby, w wieku 54. lat. Został pochowany w Perrusson, w Regionie Centralnym, w departamencie Indre i Loara przez swoją najbliższą rodzinę.

## Filmografia
- 2005: Iznogud (Iznogoud) jako Kalif Arachid
- 2005: Les Parrains
- 2005: Szare dusze (Les Âmes grises) jako sędzia Mierck
- 2005: Antidotum (L’Antidote) jako André Morin
- 2004: Żmija w garści (Vipère au poing) jako pan Rézeau
- 2004: Kraksa „Księżniczki Malabaru” (Malabar Princess) jako Gaspard
- 2003: Le Furet jako Le Furet
- 2003: Dziwne ogrody (Effroyables jardins) jako Jacques Pouzay
- 2001: Un aller simple jako Jean-Pierre
- 2001: Zbrodnia w raju (Un crime au paradis) jako Jojo Braconnier
- 2000: Aktorzy (Les Acteurs) jako Jacques Villeret
- 1999: Dzieci bagien (Les Enfants du marais) jako Riton
- 1998: Mookie jako brat Benoit
- 1998: Kolacja dla palantów (Le Dîner de cons) jako François Pignon
- 1997: Le Dernier été jako Georges Mandel
- 1997: Georges Dandin de Molière jako Georges Dandin
- 1996: Golden Boy jako Antoine
- 1992: 588 rue paradis jako Alexandre
- 1992: Bal natrętów (Le Bal des casse-pieds) jako Jérôme
- 1991: Przysługa, zegarek i bardzo duża ryba (The Favour, the Watch and the Very Big Fish) jako Lingerie Man
- 1990: Trois années jako Alexandre Guillermen
- 1988: Gwoździk (Mangeclous) jako Salomon
- 1987: Uważaj z prawej (Soigne ta droite) jako Indywidualista
- 1987: Zeszłego lata w Tangerze (Dernier été a Tanger) jako Marcus
- 1986: La Galette du roi jako Utte de Danemark
- 1986: Białe i czarne (Black Mic Mac) jako Michel Le Gorgues
- 1985: Drôle de samedi jako Maurice, rzeźnik
- 1985: Skok (Hold-Up) jako Jeremie
- 1984: Złoto dla pazernych (Les Morfalous) jako Beral
- 1983: Edith i Marcel (Édith et Marcel) jako Jacques Barbier
- 1983: Kelner! (Garçon!) jako Gilbert
- 1983: Danton jako Westermann
- 1983: Imię: Carmen (Prénom Carmen) jako mężczyzna w toalecie
- 1983: Jedni i drudzy (Les Uns et les autres) jako Jacques
- 1983: Circulez y’a rien a voir jako Pelissier
- 1983: Effraction jako Valentin Tralande
- 1982: Le Grand frère jako inspektor Coleau
- 1981: Malevil jako Momo
- 1981: Kapuśniaczek (La Soupe aux choux) jako l’Oxien – La Denrée
- 1979: We dwoje (À nous deux) jako Tonton Musique
- 1979: Mais où et donc Ornicar
- 1979: Bête mais discipliné jako Jacques Cardot
- 1979: Rien ne va plus jako Henri Fisserman, Paul Flantier/Bouli/Dr Delomien/Jacques du Breuil/Robert Valier/Florence/Komisarz Blandin/Właściciel La Grenade/Pan Fremelin
- 1978: Robert i Robert (Robert et Robert) jako Bohater
- 1978: Mon premier amour jako Jacques Labrousse
- 1978: Le Passe-montagne jako Georges
- 1976: Si c'était a refaire jako agent nieruchomości
- 1976: Dobrzy i źli (Le Bon et les méchants) jako Simon
- 1975: Dupont-Lajoie jako Gérald
- 1975: Z przymrużeniem oka (Sérieux comme le plaisir) jako Żandarm w telewizji
- 1974: Otwarta gęba (La Gueule ouverte)
- 1974: Miłość w kroplach deszczu (Un amour de pluie)
- 1974: Całe nasze życie (Toute une vie)
- 1973: R.A.S. jako żołnierz Girot